# ヘルレン川
ヘルレン川（ヘルレンがわ、ケルレン川、Kherlen、Kerülen、モンゴル語: Хэрлэн гол, Kherlen gol; 中国語: 克魯倫河、拼音: Kèlǔlún hé）は、ユーラシア大陸の北東部を流れる川で、モンゴル東部のヘンティー県から中華人民共和国北部（内モンゴル自治区）にかけて流れている。

## 流路

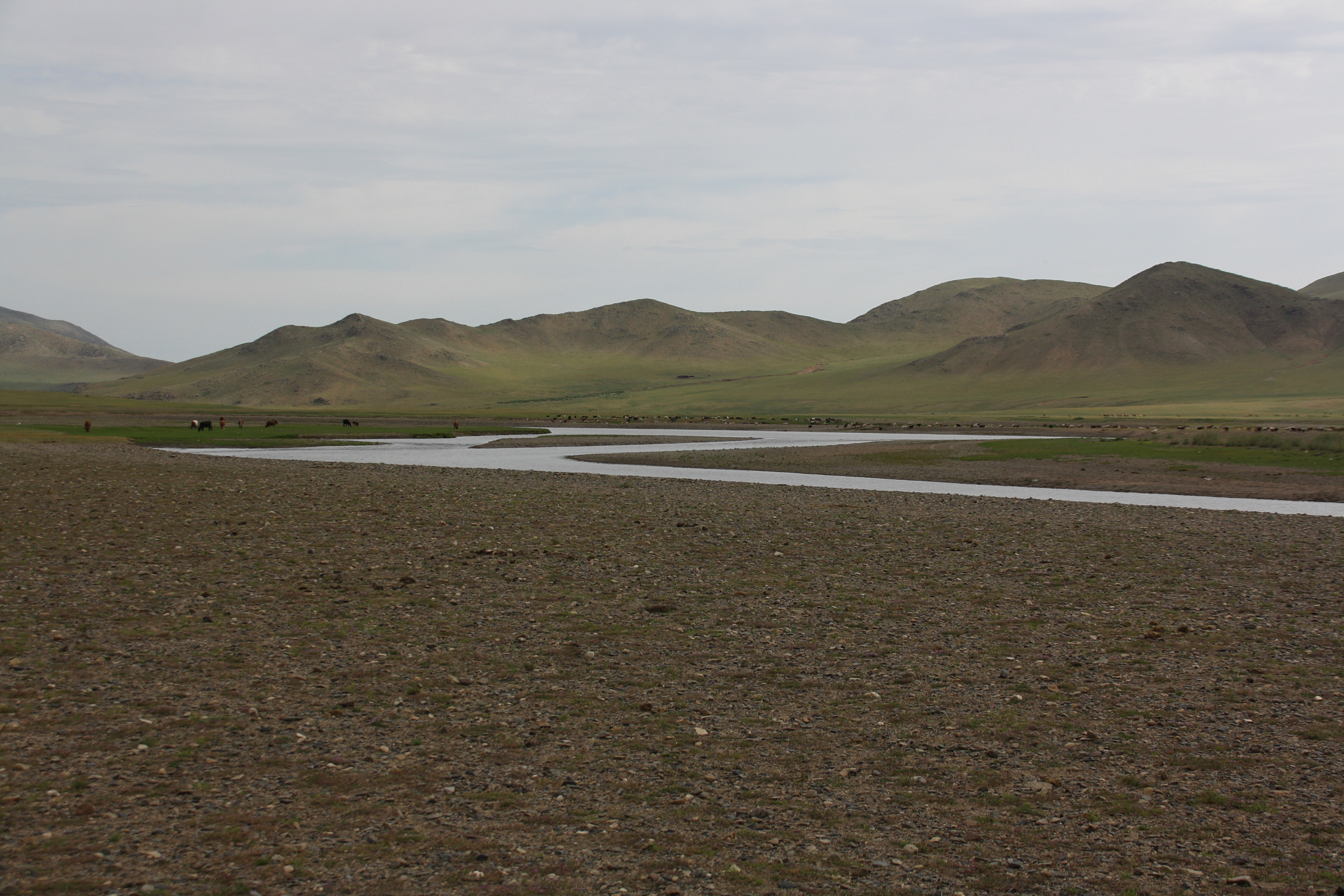
ヘンティー県のグン＝ガルート自然保護区周辺のヘルレン川

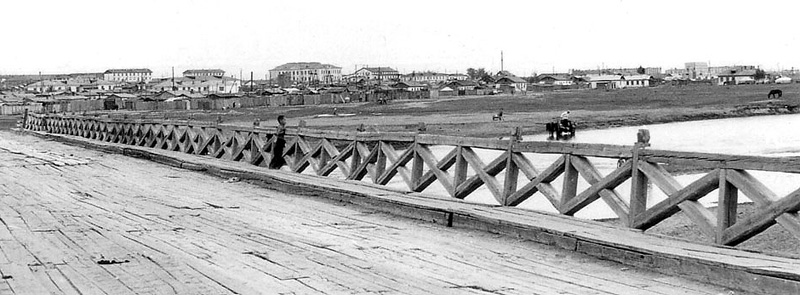
チョイバルサン市を流れるヘルレン川

ヘルレン川は首都ウランバートルからは北東へ180キロメートルほど離れた、ヘンティー山脈南麓のハン・ヘンティー厳正保護区内にある、チンギス・ハンの生まれ故郷とされるボルハン・ハルドン（ブルカン山）の近くに発する。この地域は、太平洋へ流れる川（ヘルレン川）と北極海へ流れる川（トーラ川）の分水嶺でもある。
ヘルレン川は山地を南へ下った後、東へ向けてヘンティー県とドルノド県を流れ、モンゴル東部草原地帯を貫く。流域の主な町には、ヘンティー県の県都ウンドゥルハーン、ドルノド県の県都チョイバルサンがある。ドルノド県を出て中国領に入り、内モンゴル自治区のフルンボイルを流れてフルン・ノール（呼倫湖）に流入している。フルン・ノールには、後述の通り一部の時期を除いて流出口はない。中国領内での長さは164キロメートルになる。
ヘルレン川は、内陸の草原地帯を流れる川の多くと同様に流量が少なく、一年の中で断流している時期もある。

## ヘルレン・アルグン・アムール水系
ヘルレン川の注ぐフルン・ノールには水の出口がないが、降水量の多い年には湖の北岸から水があふれて草原を30キロメートルほど流れ（扎蘭鄂羅木河、あるいは達蘭鄂羅木河と呼ばれる）、アルグン川へと合流することがある。アルグン川は中露国境を944キロメートルにわたり流れ、シルカ川と合流してアムール川を形成する。ヘルレン川を含めた場合、アムール川水系は大きく西へ拡大し、ヘルレン川源流からアムール川河口までの長さは5,052キロメートルに達する。

## 流域の歴史

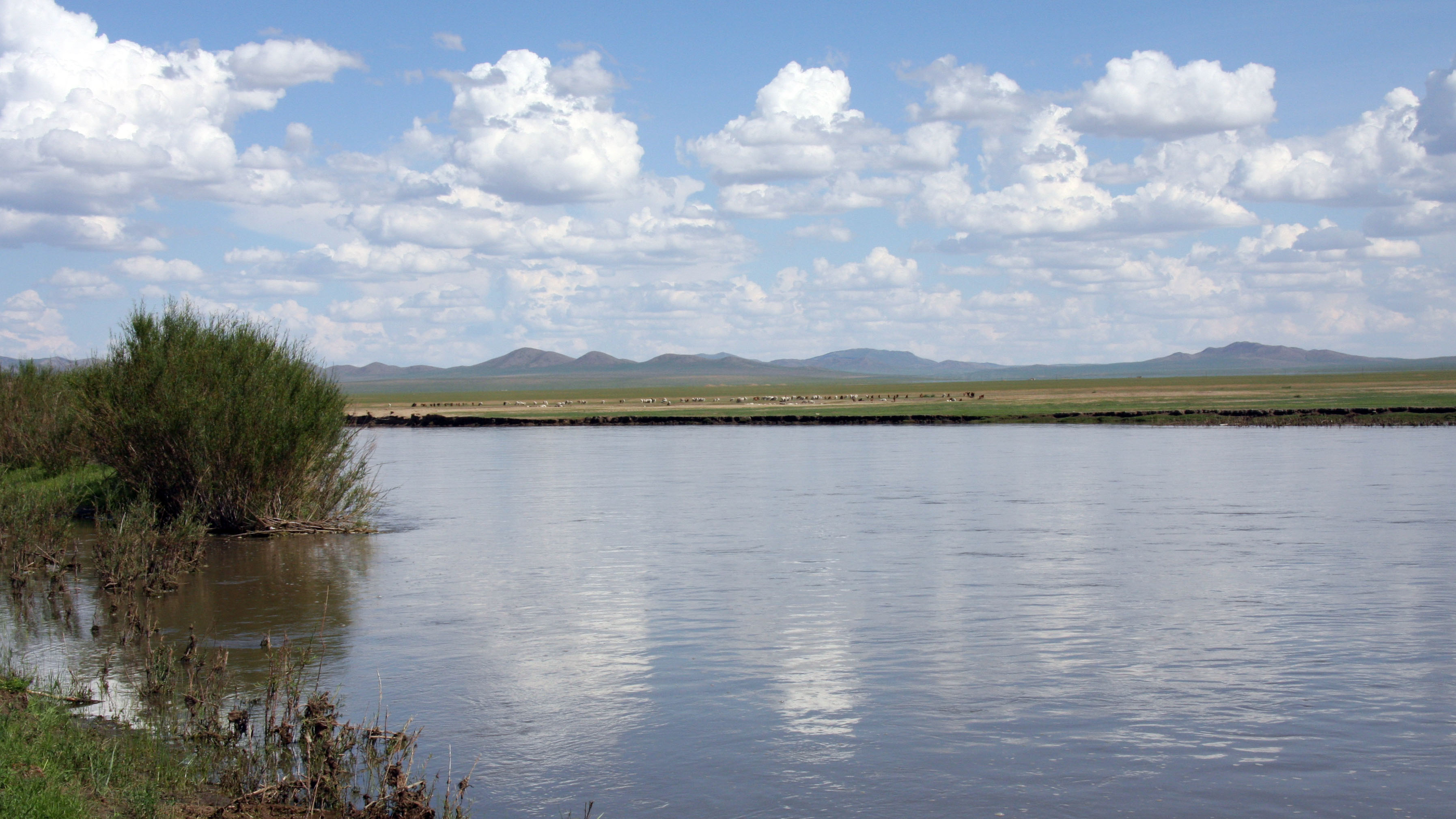
ウンドゥルハーン付近のヘルレン川

ヘルレン川流域は、匈奴や鮮卑など、モンゴル草原の遊牧民族の多くが活動した地域である。チンギス・ハンは、その活動の初期にはオノン川およびヘルレン川一帯を活動範囲としており、伝説ではその墓所もヘルレン川の流域にあるとされる。『元朝秘史』では客魯漣木漣 Kelüren Müren、『集史』では كلوران Kalūrān と音写され、13-14世紀には現在の Kherlen と異なり、rとlが入れ違って発音されていたようである。また『元史』その他の当時の漢語文献では克魯倫、怯緑連、怯呂連、曲緑憐などとも書かれた。
明の永楽帝は、モンゴルのタタル部とオイラト部に対する北方親征の際、ヘルレン川流域でモンゴルの軍を破っている。また清の康熙帝もガルダン・ハーンに対する親征を行い、ヘルレン川でこれを破った。